# Domaine musical
Domaine musical è il nome di una società di concerti fondata a Parigi nel 1954 da Pierre Boulez con il sostegno del direttore d'orchestra Hermann Scherchen, dell'attore Jean-Louis Barrault e del musicologo d'origine russa Pyotr Suvchinsky.
La società venne sciolta nel 1973.

## Storia
Inizialmente i concerti si svolsero nella sala petit Marigny (oggi sala Popesco) del teatro Marigny, in seguito nella sala Gaveau e al teatro dell'Odeon. Il primo concerto avvenne il 13 gennaio 1954, con opere di Bach, Stravinsky, Webern, Nono e Stockhausen dirette da Hermann Scherchen. In seguito lo stesso Boulez svolse il ruolo di direttore principale, a cui nel 1967 successe Gilbert Amy.

## Repertorio
Il repertorio fu principalmente  centrato sulla musica preclassica e d'avanguardia. In particolare vennero eseguite principalmente opere di autori da Guillaume de Machaut e Guillaume Dufay fino a Bach per poi saltare direttamente ai compositori del XX secolo (Mozart e Beethoven vennero eseguiti solo di rado). Gli autori più moderni rappresentati furono Stockhausen, Boulez, Henri Pousseur, Luciano Berio, Mauricio Kagel e André Boucourechliev con più di cinque opere presentate tra il 1954 e il 1973, ma anche Olivier Messiaen che presentò in prima esecuzione mondiale Cantéyodjayâ, Oiseaux exotiques (commissionato da Boulez) e i Sette haikai.
La società si proponeva inoltre uno specifico compito didattico: per Boulez l'obiettivo era "realizzare dei concerti per ristabilire la comunicazione tra i compositori del nostro tempo e il pubblico interessato all'avanzamento della sua epoca". Tale aspetto era ulteriormente enfatizzato dalla scelta di presentare le opere in modo lineare rispetto alla storia della musica, in modo da evidenziare le risonanze e i rapporti di filiazione tra la musica antica e quella d'avanguardia.